# Joy Lai
Joy Lai (* 18. August 1998) ist eine australische Badmintonspielerin. 

## Karriere
Joy Lai nahm 2013 und 2014 an den Badminton-Juniorenweltmeisterschaften teil. 2014 startete sie auch bei den Olympischen Jugend-Sommerspielen. 2013 wurde sie Juniorenozeanienmeisterin, ein Jahr später gewann sie bereits Bronze bei den Erwachsenen. Im Uber Cup 2014 repräsentierte sie ihr Land als Nationalspielerin. Bei den Auckland International 2013, den Sydney International 2014 und den Maribyrnong International 2014 belegte sie jeweils Rang drei.